# Ґеорґ Ґуттетер
Ґеорґ Ґуттетер, або Георг Гуттетер (нім. Georg Gutteter, пол. Jerzy Gutteter; ?, правдоподібно, Королівство Польське — 1565) — німецький купець, діяльність якого була пов'язана зі Львовом.

## Життєпис
Хоча народжений, правдоподібно, у Польщі, розмовляв майже виключно німецькою мовою. Бурмістр і райця в Кракові.
Надавав позики львівському магістратові, був власником двох кам'яниць у місті.
У своєму заповіті призначив певні суми для шпиталів у Кракові і Львові.